# Zörbiger Konfitüre
Das Unternehmen Zörbiger Konfitüren GmbH wurde 1873 in Zörbig als Gebr. Kunze & Co. gegründet und war später der einzige Rübensiruphersteller der DDR. Produziert wurden neben Konfitüren auch Marmeladen, Pflaumenmus und Fruchtsirupe. 
2003 verschmolz die Zörbiger Konfitüren GmbH auf die Zuegg Deutschland GmbH und ist heute eine Betriebsstätte von Zuegg.